# Josef Allizar von Rüstenoff
Josef Allizar Edler von Rüstenoff, avstrijski general, * 17. januar 1836, † 20. februar 1911.

## Življenjepis
14. aprila 1859 je bil kot poročnik dodeljen v 7. poljskoartilerijski polk, s katerim se je udeležil druge italijanske osamosvojitvene vojne. Leta 1862 je končal še višji artilerijski tečaj, bil leta 1864 povišan v nadporočnika in leta 1865 končal enotno vodno prakso v artilerijskem arzenalu. Leta 1866 je bil premeščen v 9. poljskoartilerijski polk in naslednje leto k artilerijskem komiteju, kjer je ostal vse do leta 1870. Leta 1871 je bil premeščen k Artilerijski direkciji in bil leta 1872 povišan v stotnika; za zasluge je bil leta 1875 odlikovan z viteškim križcem reda Franca Jožefa. Leta 1879 je bil premeščen k Artilerijski tovarni, kjer je bil leta 1880 povišan v majorja in leta 1885 še v podpolkovnika. Naslednje leto (1886) je bil odlikovan še z redom železne krone 3. razreda. Leta 1888 je bil povišan v polkovnika in naslednje leto je bil premeščen v Artilerijsko skladišče na Dunaju, kjer je leta 1891 prevzel direktorski položaj v Artilerijski tovarni in leta 1893 postal še direktor Artilerijskega arzenala. Na tem položaju je bil leta 1894 povišan v generalmajorja in leta 1897 v podmaršala. Upokojil se je leta 1898, pri čemer so mu podelili še viteški križec reda Leopolda.

## Pregled vojaške kariere
Napredovanja
- generalmajor: 1. maj 1894 (z dnem 15. maja 1894)
- podmaršal: 1. november 1897 (z dnem 4. novembrom 1897)